# Raffinerie d'In Amenas
La raffinerie d'In Amenas ou plus précisément exploitation gazière de Tiguentourine est un complexe de raffinage de gaz naturel situé à plusieurs dizaines de kilomètres de la localité d'In Amenas, au lieu-dit de Tiguentourine, en Algérie. En janvier 2013, une prise d'otages meurtrière y est réalisée par un groupe armé islamiste.